# United Microelectronics Corporation
A UMC (United Microelectronics Corporation) foi a primeira empresa de semicondutores fundada em Taiwan, em 1980, a partir do Industrial Technology Research Institute (ITRI), instituto patrocinado pelo governo da ilha. Hoje em dia, a UMC é mais conhecida pela fabricação de semicondutores e wafers de circuitos integrados para desenvolvedores de semicondutores sem plantas industriais próprias. Neste papel, a UMC está atrás apenas de sua concorrente TSMC.

## Finanças
A UMC está relacionada na New York Stock Exchange sob a sigla UMC, e tem suas ações negociadas na bolsa de valores de Taiwan desde 2003. A UMC possui 10 fábricas industriais ao redor do mundo, que empregam mais de 10.000 pessoas.